# Цистицеркоид
Цистицерко́ид — одна из разновидностей личиночной стадии развития — финн некоторых ленточных червей. Внешне похожа на стадию цистицерка, однако головка (сколекс) цистицеркоида, снабжённая присосками, ввёрнута внутрь туловищного отдела. Кроме него в теле цистицеркоида присутствует хвостовой отдел. На хвосте имеется три пары крючков. Паразитует в теле промежуточного хозяина (ими могут быть кольчатые черви, ракообразные, моллюски, насекомые или позвоночные животные). Когда промежуточного хозяина съест окончательный (позвоночное), цистицеркоид, отбросив хвост, превращается в зрелого ленточного червя. 
Стадия цистицеркоида имеется, например, в жизненном цикле тыквовидного цепня (Dipylidium caninum), который во взрослом состоянии паразитует в кишечнике собак и кошек.